# 입암산 (목포)
입암산(笠岩山) 또는 갓바위산은 전라남도 목포시 이로동에 있는 높이 121미터의 산이다. 남동쪽 끝에는 갓바위가 있다. 백년로에 의해 북쪽 부분(보현정사 뒷산)과는 끊어졌다. 현재의 갓바위터널 부분도 옛날에는 끊어졌지만, 터널 만들면서 산줄기를 다시 이었다.

## 주요 등산로
백년로, 영훈드림빌, 옥공예전시관, 갓바위해양공원, 자연사박물관(생활도자박물관), 문예역사관, 갓바위, 달맞이공원, 꿈동산아파트, 선응사
- 둘레숲길(2011년 11월 조성 완료, 2012년 6~7월 연장 조성) 
  - 코스 : 갓바위 ~ 갓바위굴쉼터 ~ 자연사박물관 ~ 도둑굴쉼터 ~ 고양이바위쉼터 ~ 황새바위쉼터 ~ 백년로 ~ 범바위쉼터 ~ 정상 ~ 동광농장 ~ 갓바위
  - 2012년 6~7월에 위의 코스에서 정상을 안 거치고, 백년로에서 선응사를 거쳐 바로 동광농장으로 갈 수 있는 길을 조성하였다.

## 같이 보기
- 한국의 산